# Il paese delle nubi purpuree
Il paese delle nubi purpuree (in russo Страна багровых туч?, Strana bagrovyč tuč) è un romanzo dei fratelli Strugatskij, pubblicato nel 1959. È inedito in Italia e non è mai stato pubblicato nemmeno in inglese. In tedesco sono apparse invece molte edizioni, a partire dalla prima, del 1961 (Atomvulkan Golkonda).

## Trama
Sul pianeta Venere viene scoperto un ricco giacimento di minerali che viene battezzato "Uranium Golkonda". I tentativi di sbarcare sonde si rivelano fallimentari. I progettisti sovietici creano così una nuova tipologia di nave interplanetaria: il razzo a propulsione fotonica Chius. La ricognizione del misterioso giacimento viene affidata a un ristretto manipolo di coraggiosi astronauti, ma quello che trovano è a dir poco sconvolgente e pericoloso.
All'epoca della stesura del romanzo (metà anni '50 circa) le condizioni sulla superficie di Venere non erano ancora note, nemmeno in via approssimativa. L'impossibilità di osservare la superficie del pianeta con il telescopio ottico (costantemente coperta da nuvole) lasciava spazio alle ipotesi più disparate. Tenuto conto della somiglianza dei parametri principali di Venere a quelli della Terra, erano molti a credere che le condizioni dovessero essere abbastanza simili a quelle terrestri.

## Storia editoriale
In Unione Sovietica il romanzo è uscito in tre edizioni tra il 1959 e il 1969. Poi, dopo una pausa di circa trent'anni, ha ripreso a uscire con una certa regolarità (una ventina di volte, senza contare le ristampe).
Molte le traduzioni, per lo più nei paesi dell'est europa. Vanno però ricordate le 5 edizioni tedesche (Atomvulkan Golkonda), rispettivamente del 1961 (ben 2 per l'ed. Kultur und Fortschritt), 1962 (Weiss), 1974 (ed. Heyne) e 2012 (ed. Golkonda / Europa-Verlag).